# 尤淇
尤淇（1919年10月—2013年4月6日），江苏无锡人，中国记者，曾任新华社高级记者。

## 生平
原名尤酣隐，1919年10月出生于江苏无锡西漳乡。1937年11月起，在武汉开始从事抗日救亡工作。1938年8月到达延安，正式参加革命。1940年加入中国共产党，并曾在延安鲁迅艺术学院文学系学习。抗战期间，尤淇曾任八路军120师战斗宣传队文化教员。第二次国共内战期间，曾任四平第二区政府的秘书、区委书记，原辽北省委的《胜利报》记者，第四野战军新华社特派记者等，从事宣传报道工作，并曾随军到达冀中、东北、海南等地。
1952年后，历任《南方日报》副总编辑，新华社广东分社社长、浙江分社社长、安徽、江苏分社社长兼党组书记等。1984年9月离休，1993年开始享受国务院政府特殊津贴。
2013年4月6日病逝于南京，享年93岁。

## 评论
在1957年的反右派斗争、1958年“大跃进”、1959年的“反右倾”斗争，以及“文化大革命”期间，尤淇曾多次在新华社内参著文，批评中央错误的“左倾”政策。譬如，1956年，在起担任新华社广东分社社长期间，尤淇由于批评地方农业合作化运动的冒进而受到严厉批评。1959年，他在新华社浙江分社工作期间，曾在诸暨县枫桥公社进行调查并撰写4篇内参稿，直指“大跃进”的弊端，如使农业生产出现萎缩，导致农村劳动力外流，以及不合理的分配制度使基层农村干部受益等问题。尤淇明确指出：“人民公社办早了，办糟了，希望中央赶快纠正，若不纠正，天下从此多事矣”（注：沙金：《新闻记者要有脊梁骨》，刊《新闻记者》1985年第9期第17页）。
由于这些尖锐的批评性文章，在随后展开的“反右倾”运动中，尤淇被定为“右倾机会主义分子”，被撤销党内外一切职务，行政级别连降4级，并被下放到无锡家乡从事农村劳动。但他并为因此而停止关心基层问题和普通民众的实际困难。1960、1961两年，他先后两次写信给毛泽东，痛陈人民公社的种种弊端，以及基层农民对人民公社的反感。在1966年开始的“文化大革命”中，尤淇因这两次上书而受到更加严厉的迫害。1970年，他被开除党籍和公职，下放工厂劳动。直到1981年“拨乱反正”后，才获得平反，并被重新任命为新华社安徽分社社长。

## 作品
- 1950年，其著作《琼崖黎民山区访问散记》由新华书店华南总分店出版。
- 1951年，其著作《从粤中到海南》由武汉通俗图书出版社出版。
- 2005年，其著作《胡笳一拍:我的记者生涯》由新华出版社出版。